# 脇本村
脇本村（わきもとむら）は秋田県南秋田郡にあった村。現在の男鹿市南東部、脇本各町にあたる。

## 地理
- 海 ： 日本海
- 山 ： 寒風山

## 歴史
- 出羽国秋田郡腋本村として成立。
- 1889年（明治22年）4月1日 - 町村制の施行により、脇本村、田谷沢村、富永村、浦田村、樽沢村、百川村の区域をもって発足。
- 1949年（昭和24年）6月27日 - 海岸に漂着した機雷が爆発。死亡8人、重軽傷4人、家屋全壊10戸の被害[1]。
- 1954年（昭和29年）3月31日 - 船川港町・戸賀村・男鹿中村・五里合村と合併して男鹿市が発足。同日脇本村廃止。

## 交通

### 鉄道路線
- 日本国有鉄道
  - 男鹿線
    - 脇本駅

### 道路
- 船川街道（現・国道101号）

## 著名出身者
- 天野芳太郎（実業家）
- 菅原広二（市長）